# 比利時國籍法
比利時國籍法乃是根據《有關比利時國籍的法案》訂立，旨在確立比利時公民的定義，以及規範加入和退出比利時國籍的方式。
比利時國籍法同時採取血统主义與屬地主義的方式，以界定比利時公民身份。

## 歷史
最早的一套《比利時國籍法》於1932年12月14日頒布，並曾於1951-67年間六度修訂。在1967年第六次修訂前，舊國籍法主要依循父系血統主義，以辨別比利時公民身份。
由於原來的舊國籍法無法適應比利時的長遠發展，比利時聯邦政府於1984年另訂一部新的國籍法，成為現行的《比利時國籍法》，於同年6月28日正式通過。隨後，該法案亦獲得比利時國王御准，於1985年元旦起取代舊國籍法。自1991年起，新國籍法曾多次修訂，而最近一次修正是在2018年。

## 取得比利時國籍

### 憑出生途徑

#### 舊國籍法
所有在1984年12月31日或以前（即舊國籍法仍然生效時）出生人士，必須符合以下其中一項條件，才能憑出生而取得比利時國籍：
- 婚生：其父親必須具備比利時國籍
- 非婚生：生父/母其中一方必須具備比利時國籍，並已向當局申報撫養權[4]

而根據新國籍法的過渡條文，於1967年1月1日（即舊國籍法最後一次修訂生效日）至1984年12月31日前出生、並且具備上述條件人士，於1985年1月1日起仍為比利時公民。

#### 新國籍法
而自1985年1月1日（新國籍法生效日）起，循出生而獲授予比利時國籍的對象有所擴大，詳列如下：
- 於比利時出生，而父或母任何一方具備比利時國籍，不論婚姻狀況
- 於原比利時殖民地出生，但以該等殖民地的獨立日為限：
  - 比屬剛果：1960年6月30日前
  - 盧旺達-烏隆迪：1962年7月1日前
- 於海外出生，而父或母任何一方具備比利時國籍，並於該人5歲前向當局作出申報（若沒有及時申報，只有該人在18歲前未曾持有其他國籍的情況下，才獲保留國籍）

此外，若該人於比利時出生，但父母只有外國國籍，只要符合以下其中一項特定條件，亦可憑出生而成為比利時公民：
- 在18歲前退出或未曾持有其他國籍
- 父或母最少一方亦於比利時出生，且於該人出生前10年，有最少5年在比利時合法定居
- 父母均於外國出生，並已於比利時合法定居最少10年，以及在該人12歲前向當局作出申報
- 由出生於比利時的外國人領養，且於該人被領養前10年，有最少5年在比利時合法定居

### 憑出生以外途徑
按照新國籍法的規定，18歲或以上的外國人若要成為比利時公民，可按照所需條件，循聲明或歸化途徑入籍，分別在於政府只對受理歸化與否，才具有酌情權。
按照現時的情況，循聲明途徑入籍為外國人成為比利時公民的最主要途徑，每年大概有3-4萬宗個案。目前，該等移民主要來自敘利亞、摩洛哥、羅馬尼亞、伊拉克及阿富汗。
而對於18歲以下的外國人而言，若其父或母任何一方成功循以下途徑入籍，他們將一併成為比利時公民
。

#### 聲明
外國人若要循聲明方式成為比利時公民，只需符合以下其中一項條件即可：
- 自出生起已在比利時居住
- 已於比利時住滿5年，並符合當局訂定的語言能力、經濟能力及適應當地生活的指標
- 已於比利時住滿5年，並與比利時公民結婚最少3年，則僅需符合適應當地生活的指標
- 已於比利時住滿10年，則僅需符合語言能力，以及適應當地生活的指標
- 若為退休、殘疾人士，則僅需於比利時住滿5年

有關聲明儀式的內容，詳見下文「入籍儀式」部分。

#### 歸化
歸化亦是外國人加入比利時國籍的另一種方式，但必須符合以下所有特殊條件，並通過歸化委員會的審批：
- 必須為當局認定、有助增強比利時國際形象的特殊人才（包括運動員、科學家等）
- 必須解釋無法循聲明途徑入籍的原因

由於歸化入籍方式專為特殊人才而設，申請人獲豁免居留期要求（而在2013年元旦前，則仍需在比利時住滿3年）。

### 已停止受理的入籍方式
- 與比利時公民結婚而直接入籍（隨舊國籍法失效，而於1985年1月1日起取消）
- 18-22歲持多重國籍人士，循國籍選擇手續入籍（2013年起取消）

## 恢復比利時國籍
除了依法被剝奪國籍外，其他自願或被自動退出比利時國籍的人士，均可申請復籍，要求如下：
- 在比利時住滿一年
- 必須解釋申請復籍的原因（除了因為未有申報在海外居住而被自動退籍，但目前已返回比利時居住的人士）

## 喪失比利時國籍
若符合下列三種情況的其中一種，有關人士將喪失比利時國籍：
- 自行退出：年滿18歲、並已取得其他國籍的比利時公民，可向當局申請退出比利時國籍。
- 強剝奪：若在申請入籍時弄虛作假，並被查出，或在入籍後干犯可判處5年或以上監禁的嚴重罪行，將被剝奪比利時國籍。
- 自動退出：若比利時公民在海外出生及居住、具有多重國籍，而且沒有在18-28歲期間滿足以下其中一項條件：
  - 申請/續領比利時護照或/及身份證
  - 受僱於比利時駐外機構或公司
  - 向比利時駐外機構申報保留國籍[12]

他們將被自動退出比利時國籍。
此外，若父母均喪失比利時國籍、兒童被外國人領養，以及原先為無國籍的比利時兒童在18歲前獲得其他國籍，18歲以下兒童亦會因而失去比利時國籍。
上述人士（除了被強制剝奪者）雖然已經退出比利時國籍，但不論是否有意復籍，仍具有在比利時的永久居留權。

## 有關多重國籍的規定
自2008年4月28日起，比利時全面容許公民持有多重國籍，但具體仍受限於相關第三國的國籍法規定。此前，比利時公民可持有的多重國籍，僅限於奧地利、丹麥、法國、愛爾蘭、意大利、盧森堡、荷蘭、挪威、西班牙及英國。
而按照2007年6月9日前的規定，比利時公民不能持有多重國籍，否則會被自動退出比利時國籍。

## 申請入籍及相關儀式
不論申請入籍途徑，申請人均需提交以下證明文件副本，以作核實：
- 身份證副本（編號必須為B、C、D、E/E+、F/F+或M開首，代表申請人具永久居留權，並已滿足定居年期）
- 出世紙（在原籍國具法律效力的核證副本）及以比利時法定語文翻譯的副本[15]
- 語言能力證書（申請恢復比利時國籍人士獲豁免）

若申請人初步成功申請入籍，申請人必須於居住地所在的國籍登記處，出席聲明儀式，並親自以法文或荷蘭文，書寫及簽署以下聲明書，內容如下：
法文版（具法律效力）：
|  |

荷蘭文版（具法律效力）：
|  |

英文語意如下：
|  |

中文語意如下：
| 本人謹此聲明加入比利時國籍之意願，並必遵行憲法、比利時法律，以及歐洲人權公約。 |

而在聲明儀式完成後，有關申請會提交予檢察官作犯罪紀錄審核。一般而言，若在聲明簽立後4個月內沒有收到任何決定書，或獲發「正面決定書」，即算成功入籍。隨後，相關人士會獲邀辦理公民身份證，而名單亦會刊憲生效。
若因獲發「負面決定書」而入籍失敗，申請人亦可向法院上訴，尋求推翻此決定。

## 比利時公民的權責
比利時公民享有以下權利：
- 具備歐盟公民身份
  - 可於歐盟及歐洲自由貿易聯盟享有遷徙及工作自由
  - 參與歐盟及比利時國內各級選舉
  - 在海外急需協助時，若比利時於該國並無設立駐外機構，可向其他歐盟成員國的同類機構求助
- 合資格申領（及續領，在海外亦然[17]）比利時護照及身份證，當中前者可於全球187個國家享有免預先簽證待遇[18]
- 在加入市籍後，可享用所在市鎮的各種公共服務

然而，比利時公民亦須遵守國內及歐盟法律；此外，外國人在完成入籍手續以後，亦必須第一時間加入居住地的市籍。

## 外部連結
- 有關比利時國籍的資訊（比利時司法部） （页面存档备份，存于）
- 有關比利時國籍的資訊（比利時外交部） （页面存档备份，存于）
- 入籍統計數字（比利時統計處） （页面存档备份，存于）